# Mike Hillardt
Mike Hillardt (né le 22 janvier 1961) est un ancien athlète australien spécialiste du demi-fond. 

## Palmarès

### Championnats du monde d'athlétisme en salle
- Championnats du monde d'athlétisme en salle 1985 à Paris,  France
  -  Médaille d'or sur 1500 m